# Trivirinae
Sous-famille
Les Trivirinae sont une sous-famille de virus de la famille des Betaflexiviridae, qui compte dix genres et 39 espèces, acceptés par l'ICTV. Ce sont des virus à ARN simple brin à polarité positive, rattachés au groupe IV de la classification Baltimore. 
Les virions sont des particules filamenteuses flexueuses. 
Les virus de cette famille infectent les plantes (phytovirus) et ont généralement une gamme d'hôtes restreinte et infectent naturellement surtout des plantes ligneuses.

## Étymologie
Le nom de la sous-famille, « trivirinae », est formé du préfixe tri, en référence aux trois gènes conservés que partagent tous les membres de la sous-famille (replicase, MP, CP), avec le suffixe -virinae qui caractérise le rang des sous-familles.

## Structure et génome
Les virions de la sous-famille des Trivirinae sont des particules non enveloppées, filamenteuses et flexueuses, de 640 à 1500 nm de long et de 12 à 15 nm de diamètre. 
Le génome, non segmenté (monopartite), est constitué d'une molécule d'ARN à simple brin de sens positif.
Les trois protéines conservées que tous les membres de la tribu des Trivirinae ont en commun sont la réplicase, la protéine de mouvement (MP) et la protéine de capside (CP). 

## Hôtes et symptômes
La plupart des virus de la sous-famille ont une gamme d'hôtes relativement restreinte, infectant principalement les plantes ligneuses telles que la vigne et les arbres fruitiers, mais de nombreux virus de cette sous-famille ont également été identifiés chez des plantes herbacées. On trouve dans cette sous-famille le genre Vitivirus qui contient plusieurs espèces associées au complexe du bois strié de la vigne.

## Transmission
La plupart de ces virus se propagent par l'intermédiaire de vecteurs biologiques : acariens,  insectes (cochenilles et pucerons), ainsi que par greffage, par inoculation mécanique et par les graines.

## Liste des genres
Selon NCBI (17 février 2021) :
- Capillovirus
- Chordovirus
- Citrivirus
- Divavirus
- Prunevirus
- Ravavirus
- Tepovirus
- Trichovirus
- Vitivirus
- Wamavirus